# Catherine Tyldesley
Catherine Tyldesley (Salford, Gran Mánchester; 17 de septiembre de 1983) es una actriz británica, más conocida por haber interpretado a Abi Peterson en Emmerdale y posteriormente por interpretar a Eva Price en Coronation Street.

## Biografía
Estudió en el Birmingham School of Acting (antiguamente Birmingham School of Speech & Drama).
En 2012 comenzó a salir con su entrenador profesional, Sam Witter; sin embargo, la relación terminó en 2013. Catherine y Sam tienen una compañía llamada "Dream Partners Limited".
Desde 2014 sale con el instructor de fitness Tom Pitford, con quien se comprometió el 30 de agosto del mismo año. Tuvieron un hijo, Alfie James Pitford (18 de marzo de 2015). El 21 de mayo de 2016, la pareja se casó en Colshaw Hall en Cheshire. En octubre de 2021 se hizo público que estaba esperando su segundo hijo, una niña. Su hija nació en abril de 2022.

## Carrera
En 2007 se unió al elenco de la serie Lilies, donde interpretó a Iris Moss hasta el final de la serie ese mismo año. En 2008 apareció en un episodio de la serie Doctors.
En 2010 interpretó a Jody Stevens en la serie Holby City; anteriormente, había aparecido en la serie en 2006, cuando interpretó a Mackenzie Jones durante el episodio "Mother Love". El 11 de agosto de ese mismo año, apareció como personaje recurrente en la exitosa serie británica Emmerdale Farm, donde dio vida a la oficial de prisión Abigail "Abi" Peterson hasta el 14 de octubre del mismo año. En 2011 apareció como invitada en series como Shameless, Two Pints of Langer and a Packet of Crisps, Trollied, Comedy Showcase y The Royal. Más tarde ese mismo año, se unió al elenco de la exitosa serie británica Coronation Street, donde interpreta a Eva Price.

## Filmografía

### Series de televisión
| Año             | Serie                                     | Personaje       | Notas                     |
| --------------- | ----------------------------------------- | --------------- | ------------------------- |
| 2011 - presente | Coronation Street                         | Eva Price       | 480 episodios             |
| 2011            | Trollied                                  | Emma            | 3 episodios               |
| 2011            | Comedy Showcase                           | Mrs. Honeywell  | episodio "Chickens"       |
| 2011            | The Royal                                 | Sheila Blunt    | episodio "Manoeuvres"     |
| 2011            | Two Pints of Lager and a Packet of Crisps | Amy             | episodio "Cheese Toastie" |
| 2011            | Shameless                                 | Carly           | episodio # 8.5            |
| 2010            | Emmerdale Farm                            | Abi Peterson    | 20 episodios              |
| 2010            | Holby City                                | Jody Stevens    | episodio "Transgressions" |
| 2010            | Scallywagga                               | Psycho Sarah    | 6 episodios               |
| 2008            | Doctors                                   | Lynne Hammerson | episodio "Endless Love"   |
| 2007            | The Street                                | Grace           | episodio # 2.4            |
| 2007            | Lilies                                    | Iris Moss       | 8 episodios               |
| 2008            | Sported                                   | Observadora     | episodio # 1.2            |

### Películas
| Año  | Título                                   | Personaje | Notas                                                     |
| ---- | ---------------------------------------- | --------- | --------------------------------------------------------- |
| 2009 | Red Riding: In the Year of Our Lord 1983 | Tessa     | junto a Jim Carter, Sean Bean, Sean Harris & Shaun Dooley |
| 2008 | Florence Nightingale                     | -         | junto a Laura Fraser & Sean McKenzie                      |

## Premios y nominaciones
| Año  | Categoría              | Premio             | Serie             | Resultado |
| ---- | ---------------------- | ------------------ | ----------------- | --------- |
| 2018 | Best Actress           | British Soap Award | Coronation Street | Nominada  |
| 2017 | Sexiest Female         | Inside Soap Award  | Coronation Street | Nominada  |
| 2012 | Best Dressed Soap-Star | Inside Soap Award  | Coronation Street | Nominada  |